# Office of Policy Coordination
Office of Policy Coordination (OPC) var en amerikansk organisation för hemliga psykologiska operationer och paramilitära ingripanden. Den var helt skild från CIA tills de två slogs samman 1951. OPC skapades 1948 av nationella säkerhetsrådet under ett dokument kallat NSC 10/2. Om någon ska ha äran för bildandet av OPC så är det George F. Kennan, tjänsteman vid utrikesdepartementet. OPC:s chef hette Frank Wisner.